# Hans Jørgen Lembourn
Hans Jørgen Lembourn (født 26. marts 1923 i København, død 28. august 1997) var en dansk forfatter, journalist og politiker. Han var formand for Dansk Forfatterforening fra 1971 til 1981.
Lembourn var medlem af Folketinget fra 1964 til 1977 valgt for Det Konservative Folkeparti. Han blev ekskluderet af de konservative og var løsgænger i Folketinget fra 27. april 1976 til folketingsvalget 1977. Han forsøgte at oprette det midtsøgende konservative parti "De Moderate", men det lykkedes ikke for partiet at blive opstillingsberettiget til Folketinget.
Lembourn blev gift med sangeren og skuespilleren Ellen Winther Lembourn i 1973.
Han er begravet på Bispebjerg Kirkegård.